# Dobovec pri Ponikvi
Dobovec pri Ponikvi je naselje u slovenskoj Općini Šentjuru. Dobovec pri Ponikvi se nalazi u pokrajini Štajerskoj i statističkoj regiji Savinjskoj. 

## Stanovništvo
Prema popisu stanovništva iz 2002. godine naselje je imalo 71 stanovnika.